# 徳大寺公継
徳大寺 公継（とくだいじ きんつぐ）は、平安時代末期から鎌倉時代前期の公卿。官位は従一位・左大臣。初名は公嗣。野宮左大臣と号す。日記に『宮槐記』がある。

## 経歴
寿永2年（1183年）12月に叙爵して以降累進して、侍従・備前介・右近衛少将・右近衛中将などをへて、建久元年（1190年）参議となり、公卿に列する。公継の兄二人は早世し、自身も病気がちとなった父の実定が自身の左大臣辞任と引き換えに残された公継の参議任官を後白河法皇や九条兼実らに乞うて認められたものという（後述のように、母親はこの頃には藤原範光と関係を持っていたとみられ、実定とは別れていた可能性が高い）。建久6年（1195年）後鳥羽天皇の中宮九条任子の中宮大夫となる。伊予権守・権中納言・左衛門督・検別当などをへて、建仁2年（1202年）には皇太子守成親王（のちの順徳天皇）の春宮権大夫となる。同年、正式な中納言となる。元久元年（1204年）に権大納言、さらに建永元年（1206年）大納言となった。さらに正式な春宮大夫となる。承元元年（1207年）右近衛大将に任じられる。承元3年（1209年）、正二位内大臣となる。承元4年（1210年）に右近衛大将を辞し、建暦元年（1211年）右大臣となり、建保3年（1215年）に辞職した。承久3年（1221年）に更任、貞応3年（1224年）、一上となし、ついで左大臣に任じた。嘉禄元年（1225年）、従一位に叙され、同3年(1227年)、薨じた。
『泉涌寺不可棄法師伝』によれば、死去する前日の夕方に自宅である三条西洞院第にて西に向かい端坐合掌をしながら薨じたと伝えている。ところが、『明月記』によれば、息子の死に動転した母の備後の元に娘の憲子（岡前別当三位:藤原範光の娘・源有雅の妻、順徳天皇の乳母）が強盗に襲われて全裸にされているとの知らせが届けられ、慌てて彼女の宅に向かったものの、娘の有様を見た衝撃でそのまま亡くなったと記されている。当主とその母親が同日に亡くなるという事態に「喪家混合珍事」の有様であったという。
『古今著聞集』の情報源として、徳大寺公継のサロンが大きく関わっていたと言われている。

## 系譜
- 父：徳大寺実定
- 母：備後（上西門院女房）(『尊卑分脈』公継条)
- 妻：五条夜叉（白拍子）
  - 男子：徳大寺実基（1201-1273）　
  - 男子：徳大寺実助
  - 女子：
- 妻：三条実房の娘
  - 男子：徳大寺実嗣（1195-1213）
  - 男子：実真
  - 男子：実縁